# Xanthippe

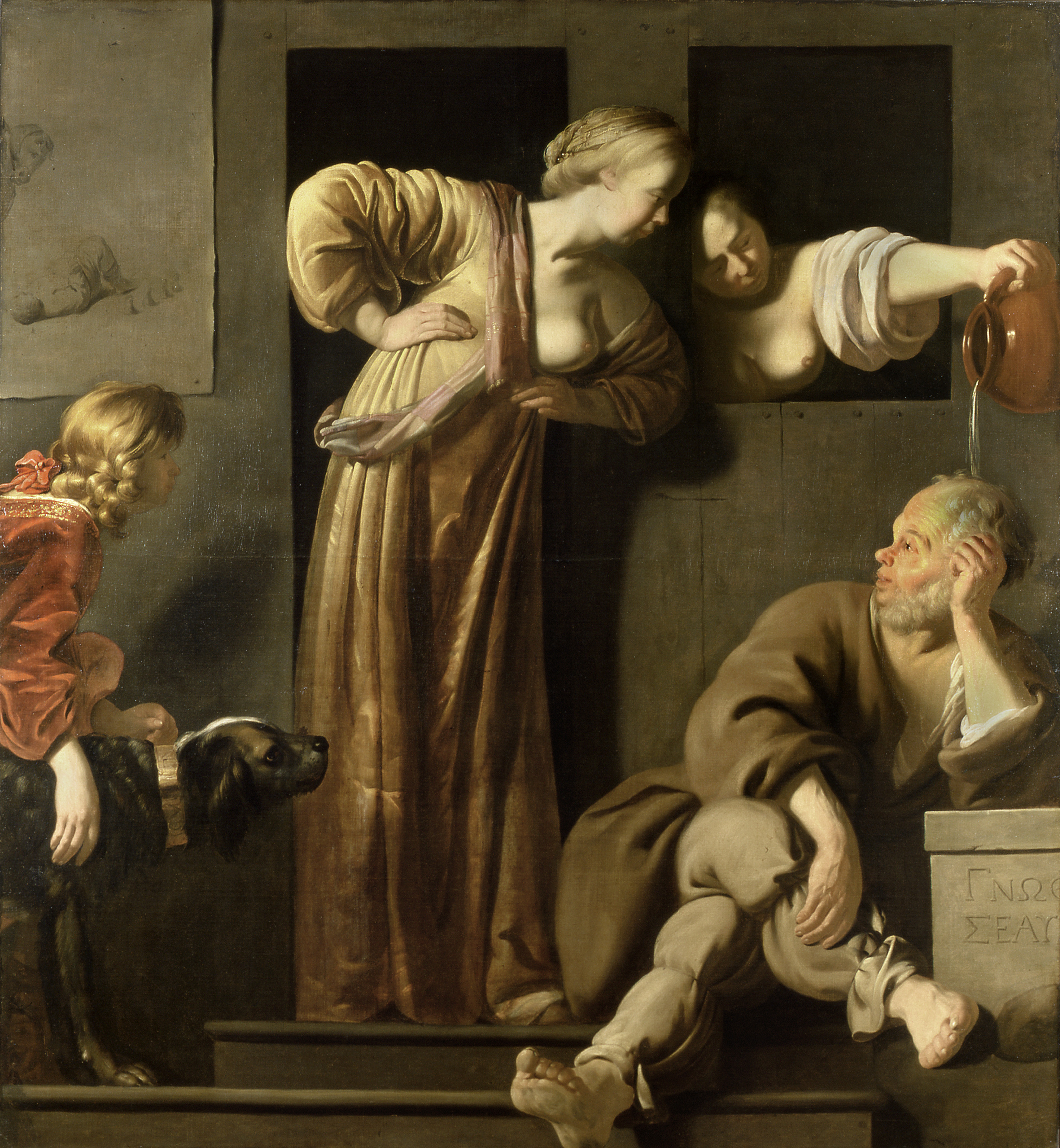
Sokrates, mit seinen zwei Frauen und Alkibiades. Gemälde von Reyer van Blommendael

Xanthippe (altgriechisch Ξανθίππη Xanthíppē, von ξανθός xanthós, deutsch ‚blond‘ und ἵππος híppos, deutsch ‚Pferd‘; geboren im späteren 5. Jahrhundert v. Chr.; gestorben im 4. Jahrhundert v. Chr.) war die Ehefrau des griechischen Philosophen Sokrates (469–399 v. Chr.).
Während über die historische Person kaum Informationen vorliegen und bestenfalls erschlossen werden müssen, kursierten in der Antike zahlreiche Anekdoten über Xanthippe. Sie bestimmten über weite Strecken das von ihr gewonnene Bild, so dass sie als Inbegriff des zänkischen „Weibes“ in die europäische Literatur eingegangen ist. Ihr Name wird oft sprichwörtlich gebraucht und steht für eine übellaunige, streitsüchtige und im Gegensatz zu ihrem Gatten launenhafte Frau, häufig auf die partnerschaftliche Beziehung bezogen.

## Anekdotisches

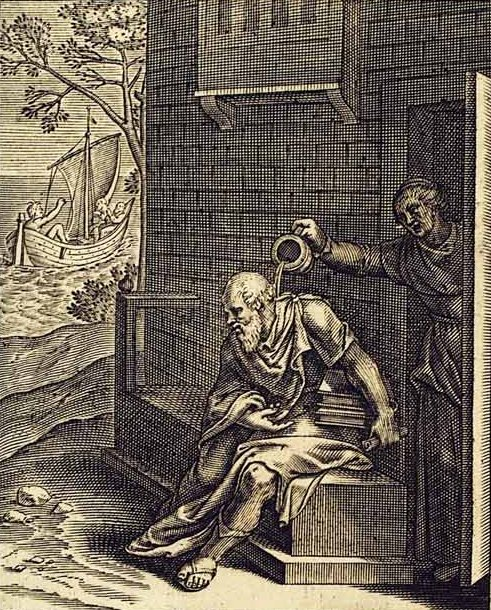
Xanthippe leert den Nachttopf aus. Emblemata Horatiana, Imaginibus In Aes Incisis Atque Latino, Germanico, Gallico Et Belgico Carmine Illustrata, von Otto Vaenius, 1607.